# Hôtel (12 et 14 rue Émile-Zola, Tours)
Pour les articles homonymes, voir Hôtel (homonymie).
L'hôtel jumelé est un hôtel particulier situé à Tours.

## Historique
L'hôtel, situé au no 12 et no 14 rue Émile Zola, est construit entre 1935 et 1941 par l'architecte Maurice Boille.
Le no 14 fut construit pour le docteur P. Vincent et le no 12 pour les Goüin pour y installer une banque.